# Rodrigo Simas
Rodrigo Sang Simas (Rio de Janeiro, 6 de janeiro de 1992) é um ator brasileiro.

## Biografia
Filho do capoeirista Beto Simas com a produtora Ana Paula Sang, é irmão caçula do ator Bruno Gissoni (seu meio-irmão materno; fruto do primeiro casamento de sua mãe) e o irmão maior do também ator Felipe Simas.
Rodrigo nasceu na cidade do Rio de Janeiro, mas viveu durante nove anos na cidade de Los Angeles nos Estados Unidos, quando a sua família se mudou para lá. Sendo de origem baiana e com parentesco na capital paulista.

## Carreira

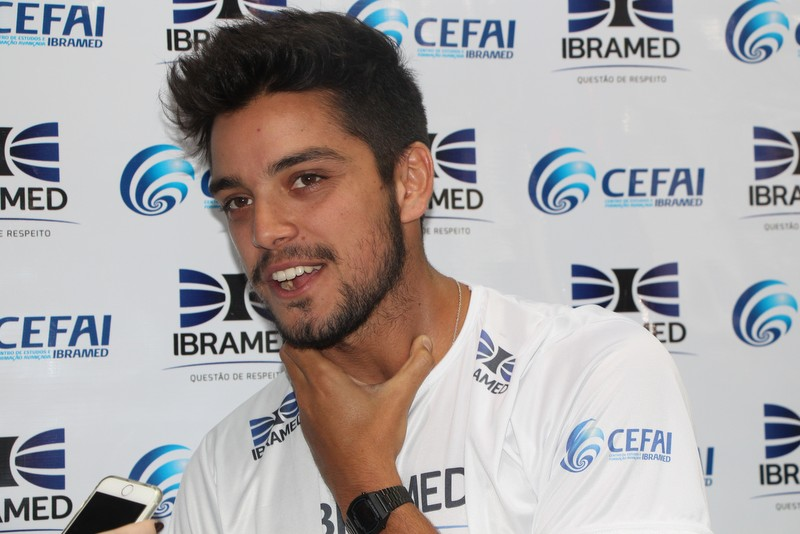
Rodrigo no evento Beauty Fair, em SP, 2015.

Em 2007, de volta ao Brasil, entrou para o mundo do teatro aos quinze anos. Estreou em 2007, com a peça Grease. Já atuou em espetáculos como Mamma Mia e Os Melhores Anos de Nossas Vidas, e, em 2009, interpretou Pedro Bala, na peça Capitães de Areia, adaptação da obra homônima de Jorge Amado. No mesmo ano, estreou na televisão interpretando o personagem Júnior na novela Poder Paralelo, da RecordTV. Depois de quatro anos longe dos Estados Unidos, Rodrigo fez um breve regresso em 2010 onde viveu por seis meses. Nesse período fez testes para produções estadunidenses, como Crepúsculo e The Last Song porém não passou.
Em 2011, transfere-se para a TV Globo, onde interpreta o Leandro, na novela Fina Estampa, de Aguinaldo Silva. Ao se encerrarem as gravações de Fina Estampa, Rodrigo atuou no filme Quinta das Janelas, curta metragem dirigido por Pedro Foss, onde interpreta o jovem Bernardo. Rodrigo cursou dois períodos na faculdade de Teatro na UniverCidade, em Ipanema, no Rio de Janeiro. Mas precisou trancar matrícula devido a agenda apertada desde as gravações da novela Fina Estampa. Em 2012, participou da nona edição do Dança dos Famosos, quadro do Domingão do Faustão. Foram 11 ritmos, onde Rodrigo se manteve na liderança da competição durante os quatro meses de exibição do quadro, consagrando-se campeão no dia 16 de setembro, em uma final contra a atriz Cláudia Ohana. O ator entrou para o elenco da novela Malhação: Intensa como a Vida, interpretando o personagem Bruno. No decorrer daquela temporada, Simas e a atriz Juliana Paiva, que interpretou a personagem Fatinha, formaram o casal "Brutinha", que teve grande repercussão nas redes sociais. Em 2013 protagonizou a novela Além do Horizonte, interpretando Marlon, no qual repetiu a parceria de sucesso com Juliana Paiva.

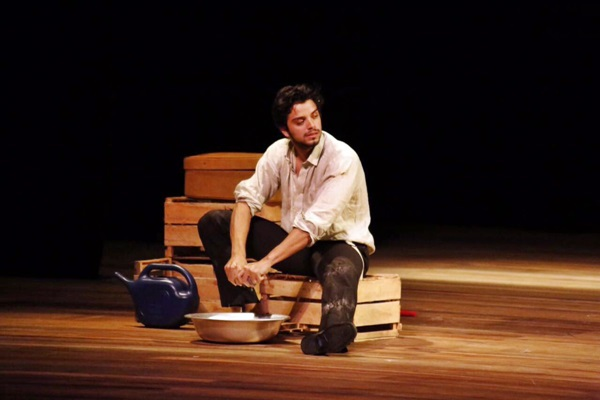
Simas na peça 2 Perdidos Numa Noite Suja em 2016.

Em 2014, Rodrigo interpretou Beto, um playboy na novela Boogie Oogie, um golpista que tem um romance com Inês, uma aeromoça interpretada por Deborah Secco.
Em 2015, estrelou ao lado de Sophia Abrahão, o longa Anjos de Cabelos Longos, chamado de "Cine Show", uma união de DVD musical e filme, da dupla sertaneja Fernando & Sorocaba. Rodrigo integrou em 2015, o elenco da segunda temporada do Saltibum, quadro do programa Caldeirão do Huck, onde celebridades fazem saltos ornamentais de até dez metros de altura, consagrando-se campeão ao lado da atriz Priscila Fantin. Também em 2015, participou da série “Não se apega não”, exibida no Fantástico. Em 2016, voltou aos palcos do teatro com a peça Dois Perdidos numa Noite Suja ao lado de Kayky Brito, em uma montagem comemorativa dos 50 anos da obra do dramaturgo Plínio Marcos. Ainda em 2016, voltou a atuar com a Juliana Paiva na websérie Totalmente Sem Noção Demais, onde interpreta o personagem Lucas.
Em maio de 2017, voltou à televisão na novela Novo Mundo da TV Globo, interpretando Piatã, um índio nascido no Brasil e levado para a Europa, adotado e criado por um navegador inglês, que volta à sua terra natal em busca das suas raízes. Ele, que tem ascendência indígena por parte de um bisavô materno, disse em entrevista que suas raízes indígenas o ajudaram a criar novo personagem, dando-lhe a oportunidade de se aprofundar um pouco mais na história de sua família.
Em 2018, interpretou Ernesto na novela das seis Orgulho e Paixão. Em 2019, interpretou o fotógrafo Bruno na novela das seis Órfãos da Terra. Em 2021, durante a retomada gradual das gravações, interpretou Alejandro na novela das sete Salve-se Quem Puder. Em 2022, fez uma participação na estreia da novela Cara e Coragem  ao lado de sua esposa Agatha Moreira.

## Vida pessoal
Durante as gravações da novela Orgulho e Paixão, começou a namorar a atriz Agatha Moreira, o seu par romântico na trama, sendo oficializado apenas em janeiro de 2019. Em 2023, Simas declarou publicamente que é um homem bissexual.

## Filmografia

### Televisão
| Ano  | Título                        | Personagem                       | Notas                                   |
| ---- | ----------------------------- | -------------------------------- | --------------------------------------- |
| 2009 | Poder Paralelo                | Bruno Vilar Jr.                  |                                         |
| 2010 | Desenrola Aí                  | Gustavo Boomin                   |                                         |
| 2011 | Fina Estampa                  | Leandro                          |                                         |
| 2012 | Dança dos Famosos             | Participante (Vencedor)          | Temporada 9                             |
| 2012 | Malhação: Intensa como a Vida | Bruno Menesses                   |                                         |
| 2013 | Além do Horizonte             | Marlon Sampaio                   |                                         |
| 2014 | Boogie Oogie                  | Roberto (Beto) Azevedo           |                                         |
| 2015 | Saltibum                      | Participante (Vencedor)          | Temporada 2                             |
| 2015 | Não se Apega Não              | Carinha do Aplicativo            | Episódio: "6 de dezembro"               |
| 2016 | Totalmente Sem Noção Demais   | Lucas                            | Episódio: "Ai que Meda"                 |
| 2017 | Novo Mundo                    | Piatã Millman                    |                                         |
| 2018 | Orgulho e Paixão              | Ernesto Pricelli                 |                                         |
| 2019 | Órfãos da Terra               | Bruno Monte Castelli             |                                         |
| 2021 | Salve-se Quem Puder           | Alejandro García Morales         |                                         |
| 2021 | Super Dança dos Famosos       | Participante (2º lugar)          | Temporada 18                            |
| 2022 | Cara e Coragem                | Ele mesmo                        | Episódio: "30 de maio"                  |
| 2023 | As Aventuras de José e Durval | José Lima Sobrinho (Chitãozinho) |                                         |
| 2024 | Renascer                      | José Venâncio Inocêncio          | Episódios: "7 de fevereiro–23 de março" |
| 2024 | Vidas Bandidas                | Sérgio Braga (Serginho)          |                                         |
| 2025 | O Século do Globo             | Ricardo Marinho                  | Episódio: "2"                           |

### Cinema
| Ano  | Título                 | Personagem | Nota           |
| ---- | ---------------------- | ---------- | -------------- |
| 2012 | Quinta das Janelas     | Bernardo   | Curta-metragem |
| 2015 | Anjo de Cabelos Longos | Rafael     |                |
| 2021 | Entre                  | Marcos     | Curta-metragem |
| 2024 | Apaixonada             | Pablo      |                |
| 2025 | Viva a Vida            | Gabriel    |                |

### Vídeos musicais
| Ano  | Canção                   | Artista               |
| ---- | ------------------------ | --------------------- |
| 2012 | "Incondicional"          | Guga Sabatiê          |
| 2012 | "Vamos Viver"            | Detonautas            |
| 2015 | "Anjo de Cabelos Longos" | Fernando & Sorocaba   |
| 2016 | "Perde Tudo"             | Lua Blanco            |
| 2018 | "Não Esqueço"            | Niara & Pabllo Vittar |

## Teatro
| Ano  | Título                           | Personagem          |
| ---- | -------------------------------- | ------------------- |
| 2007 | Grease                           | Dani Zucco          |
| 2008 | Mamma Mia                        | Bill                |
| 2008 | High School Musical              | Troy Bolton         |
| 2009 | Capitães de Areia                | Pedro Bala          |
| 2009 | Os Melhores Anos de Nossas Vidas | Felipe              |
| 2012 | Alice e Gabriel                  | Gabriel             |
| 2016 | Dois Perdidos numa Noite Suja    | Tonho               |
| 2022 | Prazer, Hamlet                   | Hamlet              |
| 2024 | Shakespeare Apaixonado           | William Shakespeare |

## Prêmios e indicações
| Ano  | Prêmio                    | Categoria                          | Trabalho                  | Resultado |
| ---- | ------------------------- | ---------------------------------- | ------------------------- | --------- |
| 2012 | Prêmio Contigo! de TV     | Melhor Revelação da TV             | Fina Estampa              | Indicado  |
| 2012 | Meus Prêmios Nick         | Gato do Ano                        | Fina Estampa              | Indicado  |
| 2012 | Capricho Awards           | Gato Nacional                      | Rodrigo Simas             | Indicado  |
| 2012 | Capricho Awards           | Melhor Ator Nacional               | Malhação                  | Indicado  |
| 2013 | Prêmio Extra de Televisão | Ídolo Teen                         | Malhação                  | Indicado  |
| 2013 | Capricho Awards           | Melhor Ator Nacional               | Malhação                  | Indicado  |
| 2013 | Capricho Awards           | Troféu Pegação (com Juliana Paiva) | Malhação                  | Venceu    |
| 2013 | Capricho Awards           | Gato Nacional                      | Rodrigo Simas             | Indicado  |
| 2013 | Capricho Awards           | Melhor Instagram                   | Rodrigo Simas             | Indicado  |
| 2014 | Troféu Internet           | Melhor Ator                        | Além do Horizonte         | Indicado  |
| 2014 | Capricho Awards           | Melhor Ator Nacional               | Boogie Oogie              | Indicado  |
| 2015 | Troféu Imprensa           | Melhor Ator                        | Boogie Oogie              | Indicado  |
| 2015 | Troféu Internet           | Melhor Ator                        | Boogie Oogie              | Indicado  |
| 2015 | Prêmio Jovem Brasileiro   | Melhor Ator                        | Boogie Oogie              | Indicado  |
| 2016 | Prêmio Jovem Brasileiro   | Ator do Ano                        | Rodrigo Simas             | Indicado  |
| 2016 | Prêmio Jovem Brasileiro   | Jovem do Ano                       | Rodrigo Simas             | Indicado  |
| 2017 | Prêmio Contigo! Online    | Melhor Ator Coadjuvante            | Novo Mundo                | Indicado  |
| 2018 | Prêmio Jovem Brasileiro   | Melhor Ator                        | Orgulho e Paixão          | Indicado  |
| 2018 | Troféu AIB de Imprensa    | Melhor Ator                        | Orgulho e Paixão          | Venceu    |
| 2018 | Prêmio Extra de Televisão | Melhor Ator Coadjuvante            | Orgulho e Paixão          | Indicado  |
| 2020 | Meus Prêmios Nick         | Artista de TV Masculino            | Rodrigo Simas             | Indicado  |
| 2020 | Meus Prêmios Nick         | Shipp do Ano                       | Rodrigo e Agatha Moreira  | Indicado  |
| 2020 | Prêmio F5                 | Casal do Ano                       | Rodrigo e Agatha Moreira  | Indicado  |
| 2021 | Prêmio Jovem Brasileiro   | Melhor Ator                        | Salve-se Quem Puder       | Indicado  |
| 2023 | Prêmio Cenym de Teatro    | Melhor Ator                        | Prazer, Hamlet            | Venceu    |
| 2023 | Prêmio Cenym de Teatro    | Melhor Monólogo                    | Prazer, Hamlet            | Indicado  |
| 2024 | BreakTudo Awards          | Melhor Ator Nacional               | Renascer                  | Indicado  |
| 2024 | Prêmio Noticiasdetv.com   | Melhor Ator Jovem Adulto           | Renascer / Vidas Bandidas | Pendente  |
| 2024 | Prêmio Cenym de Teatro    | Melhor Elenco                      | Shakespeare Apaixonado    | Venceu    |